# Caroline Lopez
Caroline Lopez (9 de enero de 2004) es una deportista francesa que compite en tiro con arco, en la modalidad de arco recurvo.
Ganó dos medallas en el Campeonato Mundial de Tiro con Arco al Aire Libre, en los años 2021 y 2023, y una medalla de oro en el Campeonato Europeo de Tiro con Arco al Aire Libre de 2024. En los Juegos Europeos de Cracovia 2023 consiguió una medalla de plata en la prueba por equipo.

## Palmarés internacional
| Campeonato Mundial al Aire Libre | Campeonato Mundial al Aire Libre | Campeonato Mundial al Aire Libre | Campeonato Mundial al Aire Libre |
| Año                              | Lugar                            | Medalla                          | Prueba                           |
| -------------------------------- | -------------------------------- | -------------------------------- | -------------------------------- |
| 2021                             | Yankton (Estados Unidos)         | Medalla de bronce                | Equipo                           |
| 2023                             | Berlín (Alemania)                | Medalla de plata                 | Equipo                           |
| Juegos Europeos                  |                                  |                                  |                                  |
| Año                              | Lugar                            | Medalla                          | Prueba                           |
| 2023                             | Cracovia (Polonia)               | Medalla de plata                 | Equipo                           |
| Campeonato Europeo al Aire Libre |                                  |                                  |                                  |
| Año                              | Lugar                            | Medalla                          | Prueba                           |
| 2024                             | Essen (Alemania)                 | Medalla de oro                   | Equipo                           |